# شانه‌موش امیلی
شانه‌موش امیلی (نام علمی: Ctenomys emilianus) نام یک گونه از سرده شانه‌موش است.